# しゃべれども しゃべれども
『しゃべれどもしゃべれども』は、佐藤多佳子作の小説。これをもとに漫画、映画が製作された。

## 小説
1998年 第11回山本周五郎賞の候補作に選ばれ、2000年6月に新潮社より、文庫版（ISBN 978-4101237312）が発行された。

## ラジオドラマ
NHK-FM放送『青春アドベンチャー』枠において、1999年4月12日から30日にラジオドラマが放送された（全15回）。脚色は岡本螢。主人公の今昔亭三つ葉は林家いっ平（現・林家三平）、十河五月は麻生侑里が声を担当した。

## 漫画
映画化に先立って漫画化された。作画は勝田文による。白泉社『MELODY』の2007年2月号から3月号にかけて、別冊付録の形で発表された。2007年4月にジェッツコミックスのレーベルで単行本（ISBN 978-4592142720）が発売された。

## 映画
2007年5月26日より全国でロードショーされた。配給は、アスミック・エース。

### キャスト
今昔亭三つ葉（外山達也）：国分太一
十河五月：香里奈
湯河原太一：松重豊
村林優：森永悠希
外山春子：八千草薫
今昔亭小三文：伊東四朗
実川郁子：占部房子
末広亭の師匠：外波山文明
今昔亭六文：建蔵
今昔亭三角：日向とめ吉
八重子：青木和代
十河厳（五月の父）：下元史朗
十河みどり：水木薫
「とり久」のおやじ（湯河原の義兄）：三田村周三
ほおずき屋のおやじ：原金太郎
柏屋ちまき：山本浩司
冬風亭みぞれ：安倍照雄
橘屋ごまめ：中村靖日
焼き鳥屋の客：飯田基祐、椎名泰三
近所のお婆さん：五月晴子
アナウンサー：織田優成
常連客：豊田達也
師匠：佐々木史朗、福岡芳穂、福島聡司
宮田：堀越光貴
村林恭子（声）：岩本千春
ウグイス嬢（声）：松村真子
アナウンサー（声）：池田宜大、大塚和彦

### スタッフ
原作：佐藤多佳子（新潮社文庫）
監督：平山秀幸
脚本：奥寺佐渡子
音楽：安川午朗
落語監修・指導：柳家三三、古今亭菊志ん
主題歌：ゆず「明日天気になぁれ」
サウンドトラック : Original Soundtrack Single 映画「しゃべれども しゃべれども」
撮影：藤澤順一
美術：中山慎
照明：上田なりゆき
録音：小松将人
編集：洲崎千恵子
助監督：城本俊治
製作担当：宿崎恵造
ラインプロデューサー：宮内眞吾
協力：落語協会、落語芸術協会、上方落語協会、米朝事務所、アサヒビール、阪神タイガース、三和園芸
現像：IMAGICA
スタジオ：日活撮影所
プロデューサー：小川真司、渡辺敦
エグゼクティブ・スーパーバイザー：原正人、椎名保
エグゼクティブ・プロデューサー：豊島雅郎、藤島ジュリー景子、奥田誠治、田島一昌、渡辺純一、大月舞
製作協力：フェローピクチャーズ
製作委員会メンバー：アスミック・エース、ジェイ・ストーム、日本テレビ放送網、読売テレビ放送、新潮社、スカパー・ウェルシンク、読売新聞

### 受賞
- 第62回毎日映画コンクール
  - 主演男優賞：国分太一
  - 助演男優賞：松重豊
  - 録音賞：小松将人
- 第32回報知映画賞
  - 助演男優賞：伊東四朗
- 第29回ヨコハマ映画祭[1]
  - 脚本賞：奥寺佐渡子
  - ベストテン第3位
- 第81回キネマ旬報ベスト・テン[2]
  - 第3位：「しゃべれどもしゃべれども」
- 2007年度映画芸術ベスト10
  - 第7位：「しゃべれどもしゃべれども」
- 第3回おおさかシネマフェスティバル
  - 新人賞　森永悠希
  - ベストテン4位：「しゃべれどもしゃべれども」

### ソフト化
- しゃべれども しゃべれども DVD特別版（初回限定生産2枚組、2007年11月9日発売、発売元・アスミック・エース / 新潮社、販売元・角川映画）
  - ディスク1：本編DVD
    - 映像特典
      - ゆず「明日天気になぁれ」ミュージックビデオ
      - 予告編集

    - 音声特典
      - オーディオコメンタリー（国分太一×香里奈×監督：平山秀幸）

  - ディスク2：特典DVD
    - 国分太一の落語修行〜噺家・三つ葉のできるまで〜
    - 蔵出し映像! 本編で惜しくもカットされた落語シーン
    - 宣伝でしゃべれども しゃべれども（完成披露試写会舞台挨拶、初日舞台挨拶、佐藤多佳子トークショー）
    - 国分太一スペシャル・インタビュー
    - 国分太一&ゆずスペシャル対談
- 【TCE Blu-ray SELECTION】しゃべれども しゃべれども ブルーレイ スペシャル・エディション（BD1枚組、2012年9月5日発売、発売元・アスミック・エース / 新潮社、販売元・TCエンタテインメント）
  - 映像・音声特典：「国分太一&ゆずスペシャル対談」を除いた全映像・音声特典を収録